# 海軍十字章

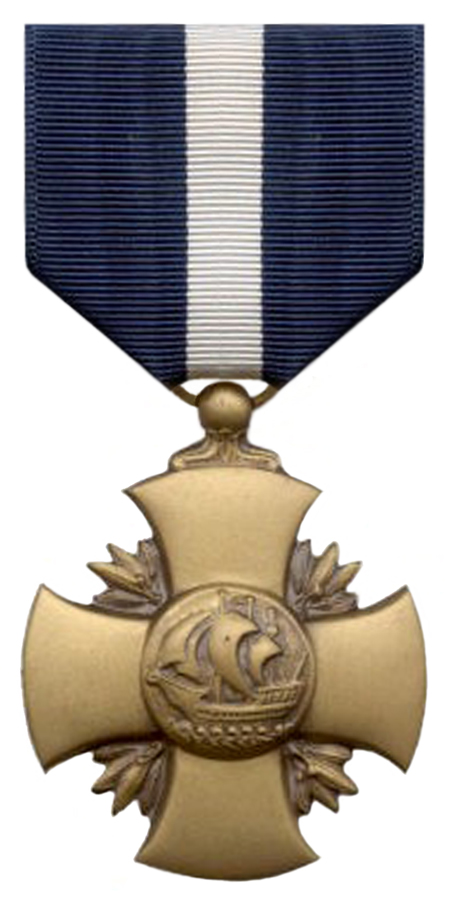

海軍十字章(Navy Cross)は、アメリカ合衆国の勲章。

## 概要
陸軍の殊勲十字章、空軍の空軍十字章及び沿岸警備隊の沿岸警備隊十字章と同等で、最高位の名誉勲章に次ぐ二番目に高位に位置付けられている。通常はアメリカ海軍及び海兵隊の構成員に授与されるが、それ以外のアメリカ軍関係者にも授与できる。受章資格者は「戦闘において比類ない英雄的行為をした者」。海軍長官が授与する。
議会立法により確立され、1919年2月4日に承認された。海軍殊勲十字章と訳される場合も多い。殊勲十字章（Distinguished Service Cross）及び空軍十字章(Air Force Cross)と称する勲章は他の国にも存在するが、Navy Crossはアメリカ合衆国のみに存在する勲章である。

## 主な受章者

### 海軍
| - バリー・K・アトキンス (Barry K. Atkins) - ジョン・ブラッドリー (John "Jack" "Doc" Bradley) - ジョン・D・バルクリー (John D. Bulkeley) - ゴードン・パイア・チャン＝フー (Gordon Pai'ea Chung-Hoon) - ランディ・カニンガム (Randy "Duke" Cunningham) - ロイ・ミルトン・ダヴェンポート (Roy Milton Davenport) （5度の受章） - アルバート・デヴィッド (Albert David) （2度の受章） - サミュエル・D・ディーレイ (Samuel D. Dealey) （4度の受章） - ディーター・デングラー (Dieter Dengler) - ウィリアム・P・ドリスコル (William P. Driscoll) - ユージーン・B・フラッキー (Eugene B. Fluckey) （4度の受章） - ジェームズ・シェパード・フリーマン (James Shepherd Freeman) - ウィリアム・ハルゼー (William "Bull" Halsey, Jr.) | - ジョン・ハワード (John Howard) （第25代豪首相とは同名の別人） - ジョセフ・P・ケネディ・ジュニア (Joseph P. Kennedy, Jr.)（ジョン・F・ケネディ第35代大統領の兄。） - アーネスト・キング (Ernest J. King) - ロバート・A・ラヴェット (Robert A. Lovett) - クラレンス・マクラスキー(Clarence Wade McClusky,Jr.)（ミッドウェー海戦における日本海軍機動部隊撃滅の立役者） - デイビッド・マッキャンベル (David McCampbell) （アメリカ海軍一のエースパイロット） - ドリス・ミラー (Doris "Dorie" Miller) （初のアフリカ系アメリカ人受章者） - マーク・ミッチャー (Marc Mitscher) （2度の受章） - クリフトン・アルバート・フレデリック・スプレイグ（Clifton Albert Frederick Sprague)（レイテ沖海戦時のタフィ3の指揮官） - エドワード・オヘーア (Edward "Butch" O'Hare) - リチャード・オカーン (Richard H. "Dick" O'Kane) （3度の受章） - エドウィン・タイラー・ポロック (Edwin Taylor Pollock) - ディーン・ロックウェル (Dean Rockwell) - ロジャー・W・シンプソン (Rodger W. Simpson) （2度の受章） - コリードン・M・ワッセル (Corydon M. Wassell) |  |

### 海兵隊
- ルイス・B・プラー (Lewis B. "Chesty" Puller) （5度の受章）
- マリオン・カール (Marion Eugene Carl) （2度の受章）
- メリット・A・エドソン (Merritt A. "Red Mike" Edson) （2度の受章）
- ケネス・L・ロイサー (Kenneth L. Reusser) （2度の受章）
- ルイス・ウィリアム・ウォルト (Lew Walt) （2度の受章）
- グレゴリー・ボイントン (Gregory "Pappy" Boyington)
- ブライアン・コーントッシュ (Brian Chontosh)
- ダニエル・ジョセフ・ダーリー (Daniel Joseph "Dan" Daly)
- ガイ・ガバルドン (Guy Gabaldon)
- ウィリアム・マーチ (William Edward Campbell March)
- ジョン・リプリー (John Ripley)
- ジョン・バジロン (John Basilone)
- ハリー・シュミット (Harry Schmidt)
- アレクサンダー・ヴァンデグリフト (Alexander Vandegrift)
- チュー・イェン・リー（Kurt Chew-Een Lee, 呂超然)
- ジェームズ・H・ウェッブ (James H. Webb)（のちにロナルド・レーガン政権で予備役担当国防次官補、海軍長官を歴任し、2007年からはヴァージニア州選出の上院議員を務める。）

### 沿岸警備隊
- フレデリック・C・ビラード (Frederick C. Billard)（第一次世界大戦中の功により受章。のちに沿岸警備隊少将に昇任し、第6代沿岸警備隊総司令官を務める。）